# 高臨
高臨（英語：TOPSIDE RESIDENCE）位於香港九龍佐敦彌敦道350號（新九龍內地段第6733號），是一個私人屋苑，前身是香港九龍諾富特酒店，由資本策略地產發展，銷售期間示範單位設於K11購物藝術館。

## 歷史

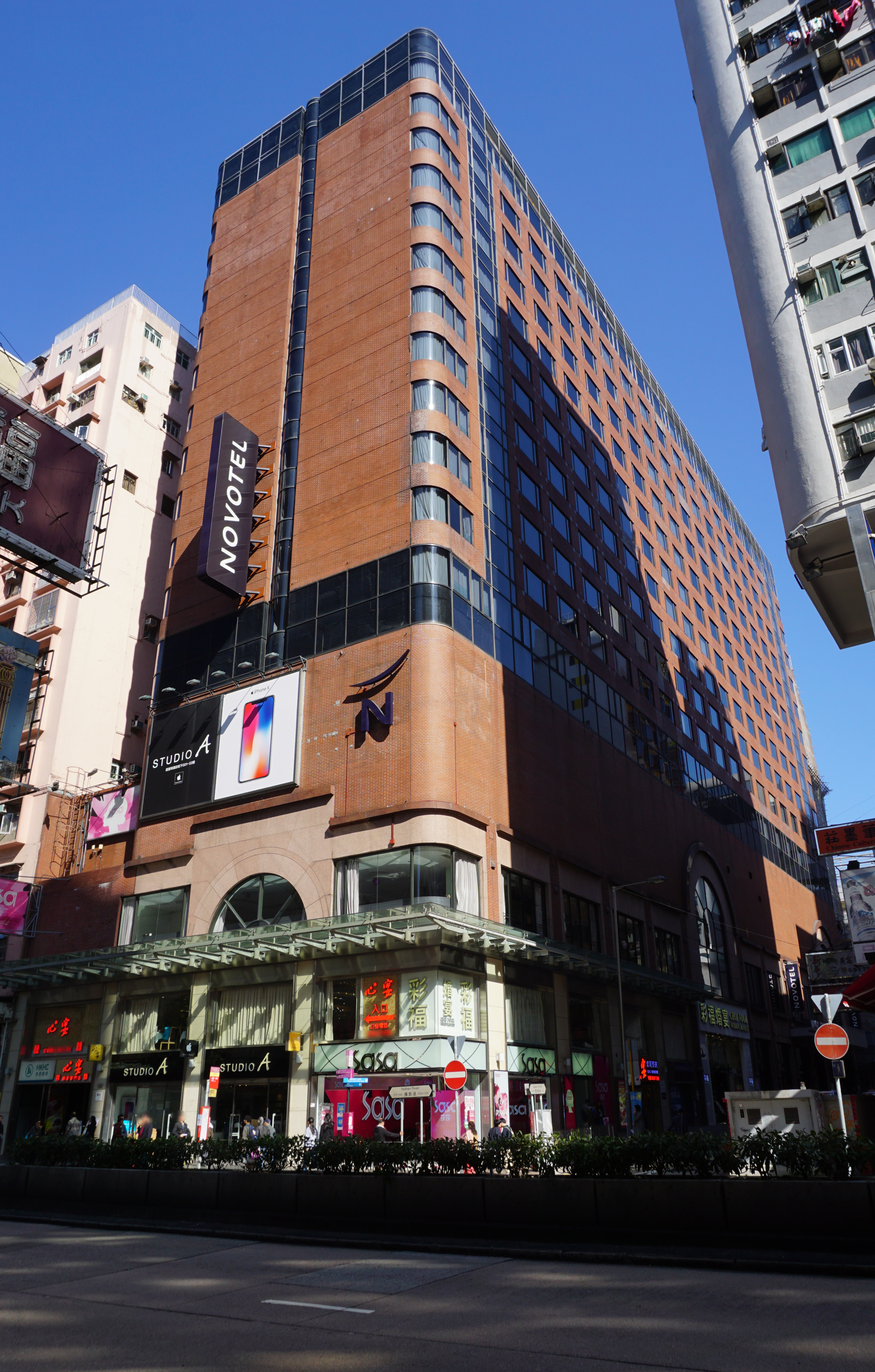
住宅項目前身：香港九龍諾富特酒店

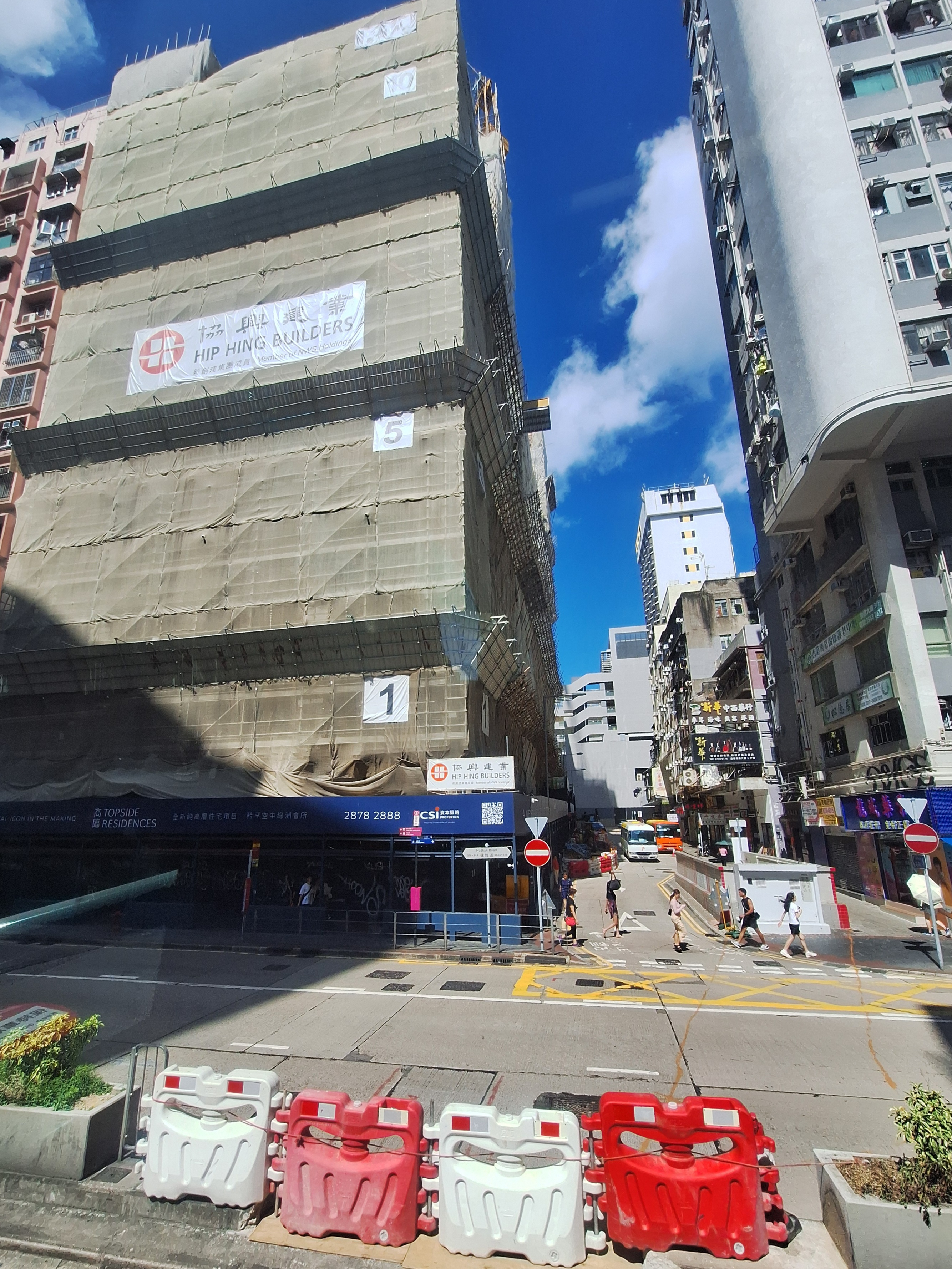
開始上蓋工程（2024年7月）

項目前身是香港九龍諾富特酒店（再前身為大華酒店（The Majestic Hotel）），為香港一間乙級高價酒店。
2021年2月，酒店業主基匯資本、資本策略因新冠肺炎疫情肆虐而引致的客源減少，向城規會申請將酒店原址重建為包含住宅、商店及寫字樓的綜合發展項目，並於同年9月結業。
2024年4月16日，發展商上載了項目樓書，最快本周開價，周末開放示範單位予公眾參觀，最快月內發售。

## 規劃
項目由英國著名建築團隊Studio PDP操刀，提供259單位，每戶露台均鋪設黑白瑰麗風格地磚，靈感源自世界級酒店設計。而部分單位配備LOCKLY智能電子門鎖，住戶更可透過HKT應用程式操控家中指定智能家電及燈光。
住宅大堂高度為6米，每層的升降機大堂均設有BIOZONE空氣淨化系統，同時設「獨立住宅入口」及「住戶及車輛入口」，為住客增加私隱度和便利性。

### 住客會所
屋苑住客會所「Club Topside」為高空會所，由著名室內設計團隊via.打造，首設天際綠洲泳池「Lake of Bliss」、池畔派對屋「House of Cheers」。

## 鄰近
- 拔萃女書院
- 伊利沙伯醫院
- 佐敦薈
- 九龍公園

## 交通
港鐵
- 荃灣綫：佐敦站B1出入口
- 東涌綫、機場快綫：九龍站C1出入口
- 高速鐵路：香港西九龍站K出入口

## 其他連結
- 高臨官方網站 （页面存档备份，存于）